# Everything Everything
Everything Everything is een Brits artrockkwartet, gevormd eind 2007. De leden zijn afkomstig uit Tynedale, Kent en Guernsey en zijn gevestigd in Manchester.
De band heeft tot nu toe vier albums uitgebracht, Man Alive in 2010, Arc in 2013, Get To Heaven in 2015 en A Fever Dream in 2017, en wordt sinds de uitgave van hun debuutsingle Suffragette Suffragette in december 2008 geprezen door vele muziekkenners. Hun werk werd onder andere genomineerd voor de Mercury Prize en de Ivor Novello Awards.

## Geschiedenis
In 2007 werd Everything Everything gevormd door Jonathan Higgs, Jeremy Pritchard, Michael Spearman en Alex Niven. Die laatste verliet de band begin 2009 om te gaan studeren in het St. John's College in Oxford, en werd vervangen door Alex Robertshaw.
In december 2009 werd de band samen met veertien andere bands verkozen voor de BBC Sound of 2010. Die verkiezing resulteerde er onder andere in een optreden van de band op Pinkpop en Pukkelpop in 2010. In augustus van datzelfde jaar werd Everything Everythings debuutalbum Man Alive uitgebracht.
In augustus 2012 bracht de band met single Cough Cough hun eerste nieuwe werk sinds Man Alive uit. De single werd gevolgd door het album Arc in januari 2013, dat een iets toegankelijker sound heeft dan Man Alive.
Doorheen 2014 postte de groep verschillende foto's uit de studio. In 2015 werd door middel van cryptische Facebookfoto's het nieuwe album Get to Heaven met single Distant Past aangekondigd. Het album werd uitgebracht in juni 2015.

## Muziekstijl
Everything Everything bestaat uit een groep voormalige musicologiestudenten, en in hun muziek, die naar eigen zeggen is beïnvloed door Nirvana, Radiohead, the Beatles, Destiny's Child, Steve Reich, Didorion, R. Kelly en Findo Gask, is dat duidelijk te horen aan veel ongebruikelijke maatsoorten, tempowijzigingen en modulaties.

## Discografie

### Albums
- Man Alive (2010)
- Arc (2013)
- Get to Heaven (2015)
- A Fever Dream (2017)
- Re-Animator (2020)
- Raw Data Feel (2022)
- Mountainhead (2024)

### Singles
- MY KZ UR BF (2009)
- Suffragette Suffragette (2008)
- Photoshop Handsome (2009)
- Schoolin' (2010)
- Cough Cough (2012)
- Kemosabe (2013)
- Duet (2013)
- Don't Try (2013)
- No Reptiles (2015)
- Spring / Sun / Winter / Dread (2015)
- Regret (2015)
- Distant Past (2015)